# 変質
| ウィキペディアには「変質」という見出しの百科事典記事はありません（タイトルに「変質」を含むページの一覧/「変質」で始まるページの一覧）。 代わりにウィクショナリーのページ「変質」が役に立つかもしれません。 |

| サブスタブ | この項目は、まだ閲覧者の調べものの参照としては役立たない、書きかけの項目です。この項目を加筆・訂正などしてくださる協力者を求めています。このテンプレートは分野別のサブスタブテンプレートやスタブテンプレート（Wikipedia:分野別のスタブテンプレート参照）に変更することが望まれています。 |